# Папудо
Папудо (ісп. Papudo) — селище в Чилі. Адміністративний центр однойменної комуни. Населення селища - 2987 осіб (2002). Селище і комуна входить до складу провінції Петорка і регіону Вальпараїсо.
Територія — 64,3 км². Чисельність населення - 6356 мешканців (2017). Щільність населення - 98,9 чол./км².

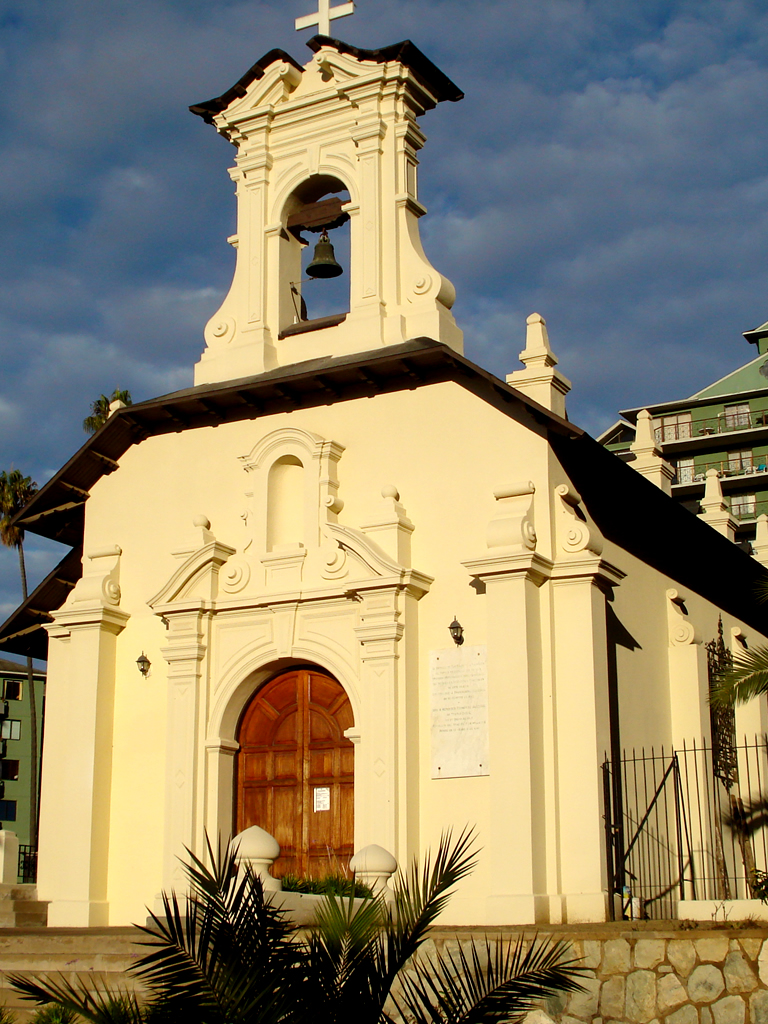
Церква Богоматері Мерседес

## Розташування
Селище розташоване за 62 км на північ від адміністративного центру області міста Вальпараїсо.
Комуна межує:
- на півночі - з комуною Ла-Лігуа
- на сході — з комуною Ла-Лігуа
- на півдні - з комуною Сапальяр
- на заході — Тихий океан